# Talitsa, Sverdlovsk oblast
Talitsa (ryska Талица) är en stad i Sverdlovsk oblast i Ryssland. Staden ligger öster om Jekaterinburg vid Pysjmafloden, som är ett biflöde till Ob. Folkmängden uppgår till cirka 16 000 invånare.

## Historia
Orten grundades 1732 i närheten av en stor fabrik för sprittillverkning. Station på den transsibiriska järnvägen färdigställdes 1885. Stadsrättigheter erhölls 1942

## Kända personer från Talitsa
- Nikolaj Ivanovitj Kuznetsov, (1911-1944), sovjetisk underrättelseofficer under det andra världskriget.
- Sergej Nikolskij, (1905-2012), rysk matematiker.